# Ikechi Anya
Ikechi Anya, född 3 januari 1988 i Glasgow, är en skotsk fotbollsspelare (högerytter) som spelar för Derby County. Anya har tidigare spelat för engelska Wycombe Wanderers, Watford och Northampton Town, samt spanska Celta de Vigo, Sevilla Atlético och Granada.